# Green Arrow
Green Arrow (schuilnaam voor Oliver Queen en in Nederlandse uitgaven Groene Pijl geheten) is een fictieve superheld uit de strips van DC Comics. Hij werd bedacht door Mort Weisinger en George Papp, en maakte zijn debuut in More Fun Comics nr. 73 in 1941. Green Arrow is in feite een moderne Robin Hood. Aanvankelijk was hij slechts een bijpersonage in veel strips, maar in de jaren werd zijn rol uitgebreider.

## Inspiratie
Behalve de duidelijke overeenkomst met Robin Hood is het personage Green Arrow ook geïnspireerd door andere bronnen, waaronder Edgar Wallace' roman The Green Archer (en de radioserie uit 1940 gebaseerd op deze roman), en Fawcett Publications' boogschutterheld Golden Arrow. De naam Oliver Queen is waarschijnlijk afkomstig van Ellery Queen, een populaire fictieve detective uit die tijd.
Green Arrow werd ook aanvankelijk neergezet als een boogschutterversie van de originele Batman. Zo had Green Arrow net als Batman een jonge helper, Speedy.

## Achtergrond
Green Arrow zijn oorsprong is meerdere malen aangepast, maar de bekendste en meest gebruikte versie wordt hieronder weergegeven.
Oliver Queen was een multimiljonair die genoot van het rijke leven. Tijdens een luxe cruise ging het mis. Hij werd tijdens een storm overboord geslagen en spoelde aan op een onbewoond eiland. Hier leefde hij lange tijd als een soort Robinson Crusoe. Hij was gedwongen om te jagen om in leven te blijven. Op deze manier leerde hij met pijl-en-boog omgaan, en al snel was hij een meesterlijke boogschutter. Toen het eiland werd bezocht door een groep criminelen (aanvankelijk piraten, maar in moderne verhalen drugssmokkelaars), nam Queen ze gevangen en gebruikte hun schip om terug te keren naar de beschaving. Zijn tijd op het eiland had hem een nieuwe kijk op het leven gegeven, en Queen besloot met zijn nieuw verworven talent als boogschutter de mensheid te helpen.

## Geschiedenis

### Begin, 1941–1968
Green Arrow werd bedacht door Mort Weisinger en George Papp, die beiden 20 jaar lang meewerkten aan de strips over het personage. Hij maakte zijn debuut in More Fun Comics nr. 73, tezamen met Aquaman. De twee stripseries bleven vaste onderdelen van More Fun Comics tot midden jaren 40. Daarna gingen beide over naar Adventure Comics van 1946 tot 1960. Green Arrow en Speedy deden ook mee in strips van World's Finest Comics tot aan nr. 140 (1964).
Green Arrow was een van de weinige personages van DC Comics die ook na de Golden Age van de strips populair bleef.
In deze beginjaren was het personage grotendeels een kopie van Batman. Hij had net als Batman een kostuum vol gadgets, verschillende voertuigen zoals de Arrowplane en Arrowcar, en een grot als schuilplaats.

### Neal Adams en Dennis O'Neil, 1969–1983
In 1969 besloot tekenaar Neal Adams het personage een ander aanzien te geven. Hij gaf Green Arrow allereerst een nieuw uiterlijk met onder andere een nieuw kostuum en een baard. Deze nieuwe Green Arrow maakte zijn debuut in Brave and the Bold nr. 85. Geïnspireerd door Adams’ tekeningen gaf schrijver Dennis O'Neil Green Arrow ook een geheel nieuwe persoonlijkheid; dit gebeurde in Justice League of America nr. 79. De persoonlijkheid van Green Arrow werd meer zoals die van Hawkeye, een boogschutter en superheld van Marvel Comics. In de verhalen van O’Neil verloor Green Arrow zijn fortuin en werd daadwerkelijk een soort moderne Robin Hood.
Begin jaren zeventig werd Green Arrow de partner van Hal Jordan, de tweede Green Lantern. In een kortlopende serie reisde het duo door Amerika en kwam verschillende sociale en politieke problemen tegen. De twee hadden verschillende meningen over wat de juiste aanpak was voor een situatie, wat vaak tot spanningen tussen de twee leidde. O’Neil liet het duo zelfs “echte” problemen tegenkomen, zoals de Manson Family cult murders, in nr. 78-79 ("A Kind of Loving"). In 1976 kreeg het Green Lantern/Green Arrow een nieuwe stripserie, waarin ze weer traditionele superhelden waren.
Van mei tot augustus 1983 verscheen Green Arrow voor het eerst in zijn eigen stripserie; een vierdelige miniserie waarin Green Arrow zijn rivaliteit kreeg met de superschurk Count Vertigo.

### Longbow Hunters
In 1987 kreeg Green Arrow zijn tweede stripserie, als onderdeel van DC Comics’ meer volwassen series. Dit was de mini-serie Green Arrow: The Longbow Hunters. In deze serie deed Green Arrow afstand van zijn traditionele trucagepijlen, en verhuisde hij naar Seattle, Washington. De serie kreeg een meer gewelddadige ondertoon, waarbij Green Arrow steeds vaker geweld gebruikte tegen zijn vijanden. Dit isoleerde Green Arrow van de rest van de DC-helden.
Schrijver Mike Grell bedacht voor Green Arrow zijn eigen cast van bijpersonages zoals de Japanse vrouwelijke boogschutter Shado, politieluitenant Jim Cameron, de CIA-agent Greg Osborne en de huurmoordenaar Eddie Fyers.
Toen Grell stopte met schrijven, begon DC vrijwel meteen met de herintroductie van Green Arrow bij de rest van de superhelden. Green Arrow kreeg gastoptredens in vele striptitels. Een keerpunt in Green Arrows gewelddadige persoonlijkheid kwam in de mini-serie Zero Hour. Hierin was hij gedwongen om zijn oude vriend Hal Jordan, die was overgenomen door het wezen Parallax, neer te schieten.

### Connor Hawke
Na de dood van Jordan overwoog Green Arrow lange tijd te stoppen met het heldenleven. Dit tot hij de jonge monnik Connor Hawke ontmoette. Hij ontdekte tot zijn ontzetting dat Connor zijn zoon was. Connor slaagde erin Queen uit zijn depressie te helpen, waarna hij zijn oude leven weer oppakte. Tevens trainde hij Connor tot zijn nieuwe helper.
In Green Arrow deel 1, nr. 100-101, infiltreerde Queen een groep van eco-terroristen, en offerde zichzelf op om te voorkomen dat de groep een bom zou doen ontploffen in de stad Metropolis. Na zijn vaders dood nam Connor Hawke de rol van Green Arrow op zich.
In het verhaal "The Final Night" gebruikte Hal Jordan zijn nieuwe krachten om Queen weer tot leven te brengen.

### 2000 – heden
In 2000 kreeg Green Arrow een nieuwe serie genaamd Green Arrow (deel 2), geschreven door Kevin Smith en getekend door Phil Hester en Ande Parks. In de eerste weken nadat hij weer tot leven was gebracht, leefde Green Arrow als een zwerver. Hij werd regelmatig het doelwit van monsters en demonen. Van Etrigan kreeg hij te horen dat zijn lichaam geen ziel meer had, en derhalve als poort kon dienen voor demonen die naar de aarde wilden komen. Toen Connor werd aangevallen door een horde demonen keerde Queens ziel terug naar zijn lichaam. Hij versloeg toen de demonen.
Queen slaagde erin zijn fortuin te herwinnen, en pakte zijn oude leven weer op.

## Krachten en vaardigheden
Green Arrow is een zeer vaardig boogschutter. Zo kan hij met gemak een pijl in de loop van een pistool schieten en een druppel water raken.
Ter ondersteuning heeft Green Arrow een groot arsenaal van trucagepijlen gemaakt. Zo heeft hij pijlen met touwen, zuur, gif, lijm, explosieven, bokshandschoenen, vulpennen, boren, handboeien, netten, kwasten, traangas, Grieks vuur en rookgordijnen. Ook heeft Green Arrow enkele type pijlen met (green) Kryptonite, om zich te wapenen tegen kryptonians.
Daarnaast is Green Arrow goed getraind in vechtsporten en zwaardvechten.

## Vijanden
Enkele prominente vijanden van Green Arrow zijn:
- Bull's-Eye
- Brick
- Catman
- China White
- Clock King
- Constantine Drakon
- Count Vertigo
- Cupid
- Damien Darhk
- Deathstroke
- Deadshot
- Dr. Light
- Edward Fyers
- Hannibal Bates
- Komodo
- Merlyn
- Onomatopoeia
- Professor Ivo
- Rainbow Archer
- Ricardo Diaz, Jr.
- Ra's al Ghul
- Prometheus
- Huntress

## In andere media
- Green Arrow maakte zijn debuut buiten de strips in de aflevering “Gulliver's Gigantic Goof” van de originele Super Friends-serie.
- Green Arrow was een van de vele extra helden uit de serie Justice League Unlimited. In de serie is hij eveneens een miljardair. Hij wil aanvankelijk geen lid worden van de League daar hij zich liever concentreert op het beschermen van de “gewone man” dan het bevechten van bovennatuurlijke bedreigingen.
- Green Arrow wordt gespeeld door Justin Hartley in de serie Smallville. Hij doet mee in meerdere afleveringen, en had in de serie een oogje op Lois Lane.
- Green Arrow had een gastoptreden in seizoen 4 van de serie The Batman, waarin hij lid was van de Justice League.
- DC Showcase: Green Arrow: een korte animatiefilm uit 2010.
- Green Arrow kreeg in 2012 een eigen tv-serie genaamd Arrow op de Amerikaanse zender The CW Television Network. De pilot-aflevering werd op 10 oktober 2012 uitgezonden.
- Op 8 oktober 2014 werd hij een gastrol in Felicity and Friends op de Amerikaanse zender The CW Television Network.